# BMW Ljubljana Open 1999
Il BMW Ljubljana Open 1999 è stato un torneo di tennis facente parte della categoria ATP Challenger Series nell'ambito dell'ATP Challenger Series 1999. Il torneo si è giocato a Lubiana in Slovenia dal 3 al 9 maggio 1999 su campi in terra rossa.

## Vincitori

### Singolare
Vladimir Volčkov ha battuto in finale  Dinu Pescariu con il punteggio di 7–5, 6–7, 6–4

### Doppio
Massimo Valeri /  Tom Vanhoudt hanno battuto in finale  Eduardo Nicolás /  Germán Puentes con il punteggio di 7–6, 6–4